# Wetsingermaar
Het Wetsingermaar is een kanaal in de provincie Groningen.
Het kanaal (maar) loopt van de Oude Ae tot het Reitdiep en heeft een lengte van 5,4 km. De voornaamste taak is de afwatering van het gebied tussen het Reitdiep en de Oude Ae ten zuiden van het kanaal.
Oorspronkelijk was het kanaal 3,7 km lang, omdat deze uitmondde in het toenmalige Reitdiep, het huidige Oude Diepje. Op deze plek lag de uitwateringssluis de Wetsingerzijl.
In 1629 kwam het Garwerder Rak gereed, de rechttrekking van het Reitdiep langs Garnwerd. De afwatering kwam door de uitvoering in gevaar. Er werd daarom pal ten oosten van het Oude Diepje een leiding naar het zuiden gegraven, die het oorspronkelijke maar verbond met het Sauwerdermaar. In het Sauwerdermaar werd een zijl gebouwd, die de naam naar de vervallen sluis Wetsingerzijl kreeg. Het nieuwe kanaal en het meest westelijke deel van het Sauwerdermaar werden nu eveneens Wetsingermaar genoemd.
Over het kanaal liggen de volgende kunstwerken:
1. een particuliere brug op ongeveer 550 m vanaf het beginpunt
2. een spoorbrug in de lijn Sauwerd - Roodeschool
3. de Stenenpijp (feitelijk een duiker) in de Provincialeweg (N361)
4. de Uiterdijkstil in de Karspelweg van Groot-Wetsinge
5. de Datema's til
6. de Wetsingerzijl met daarover twee bruggen (een landbouw- en een fietsbrug)

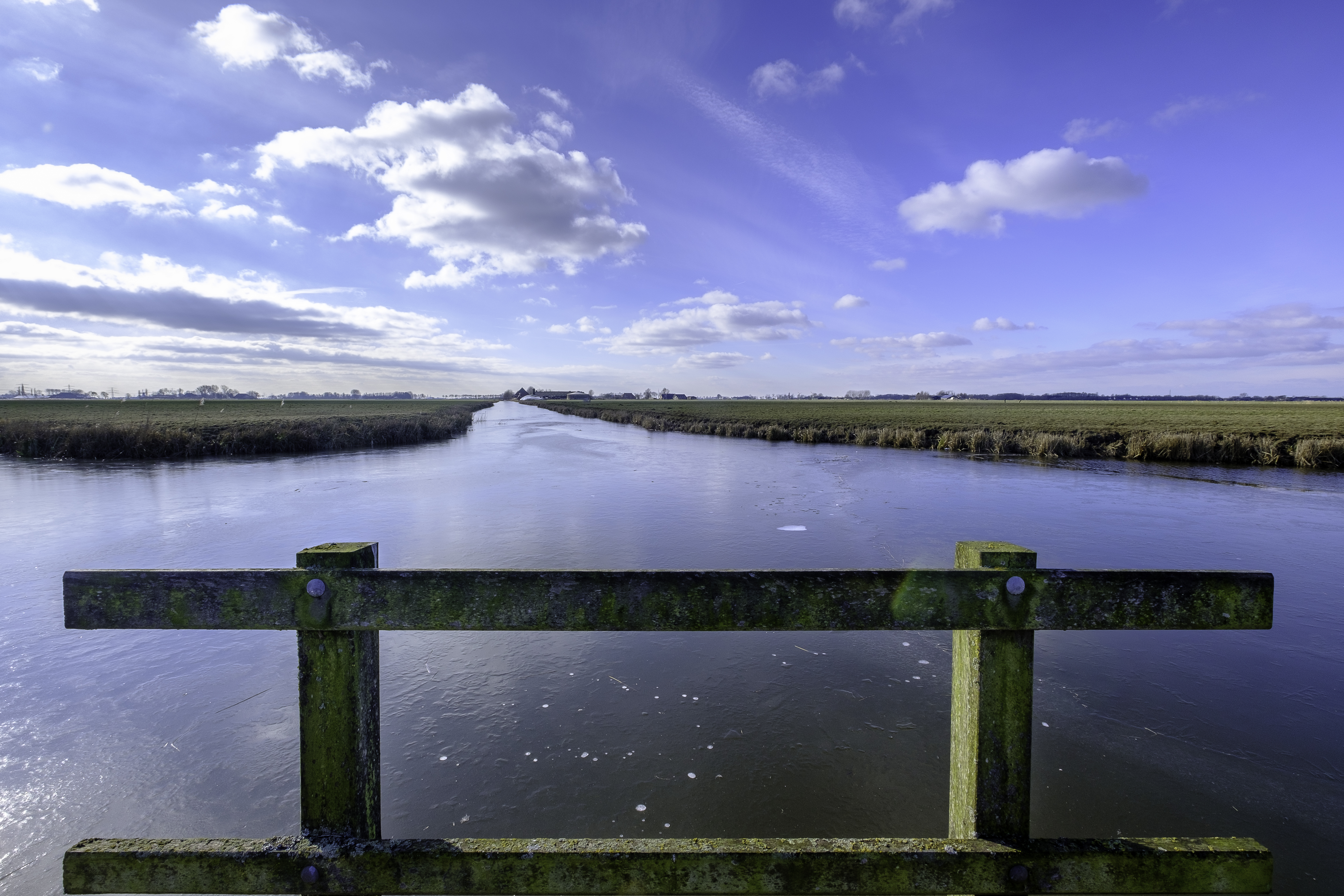
Start van de Wetsingermaar (achtergrond) vanuit de Oude Ae
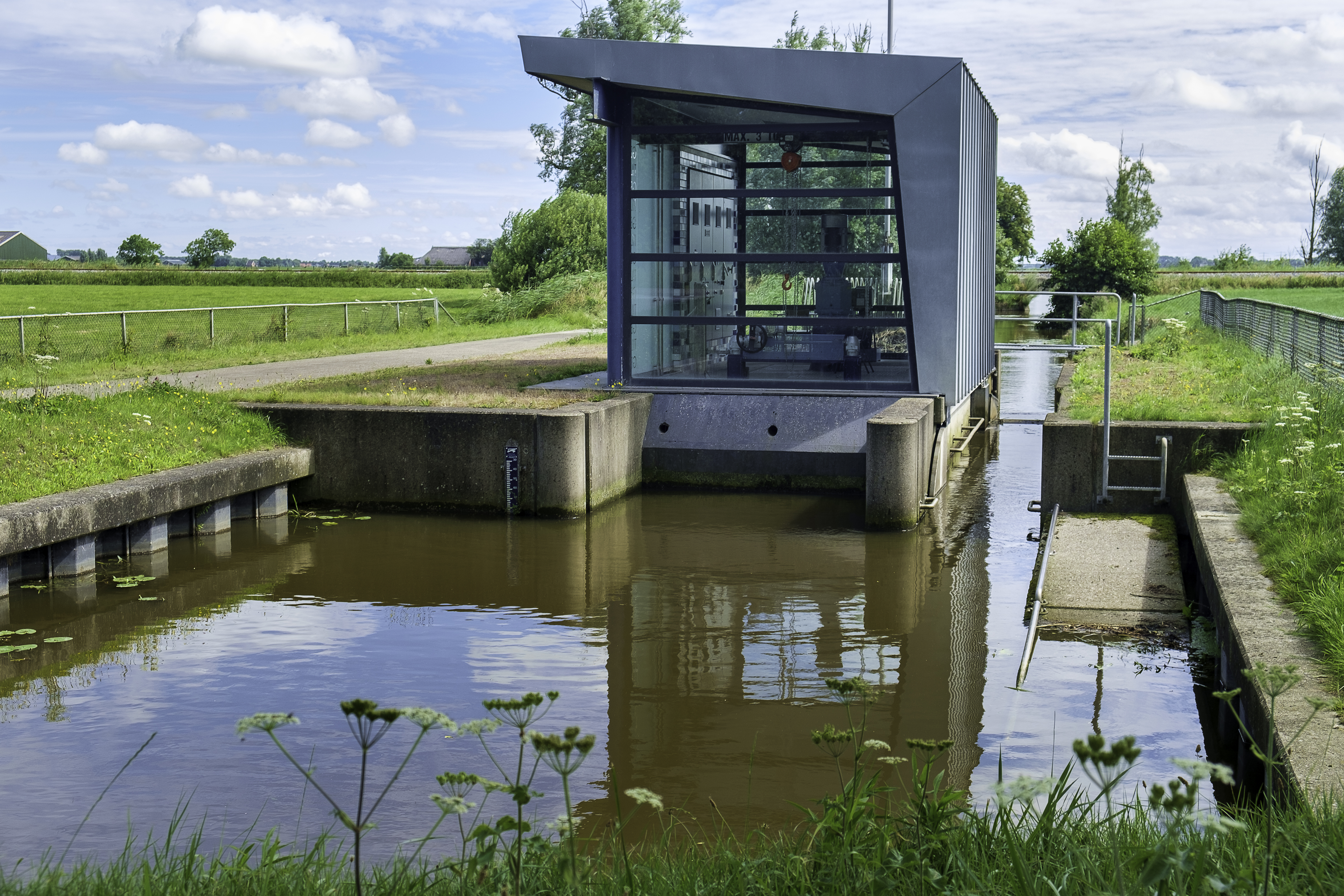
Gemaal Tilburg in de Wetsingermaar
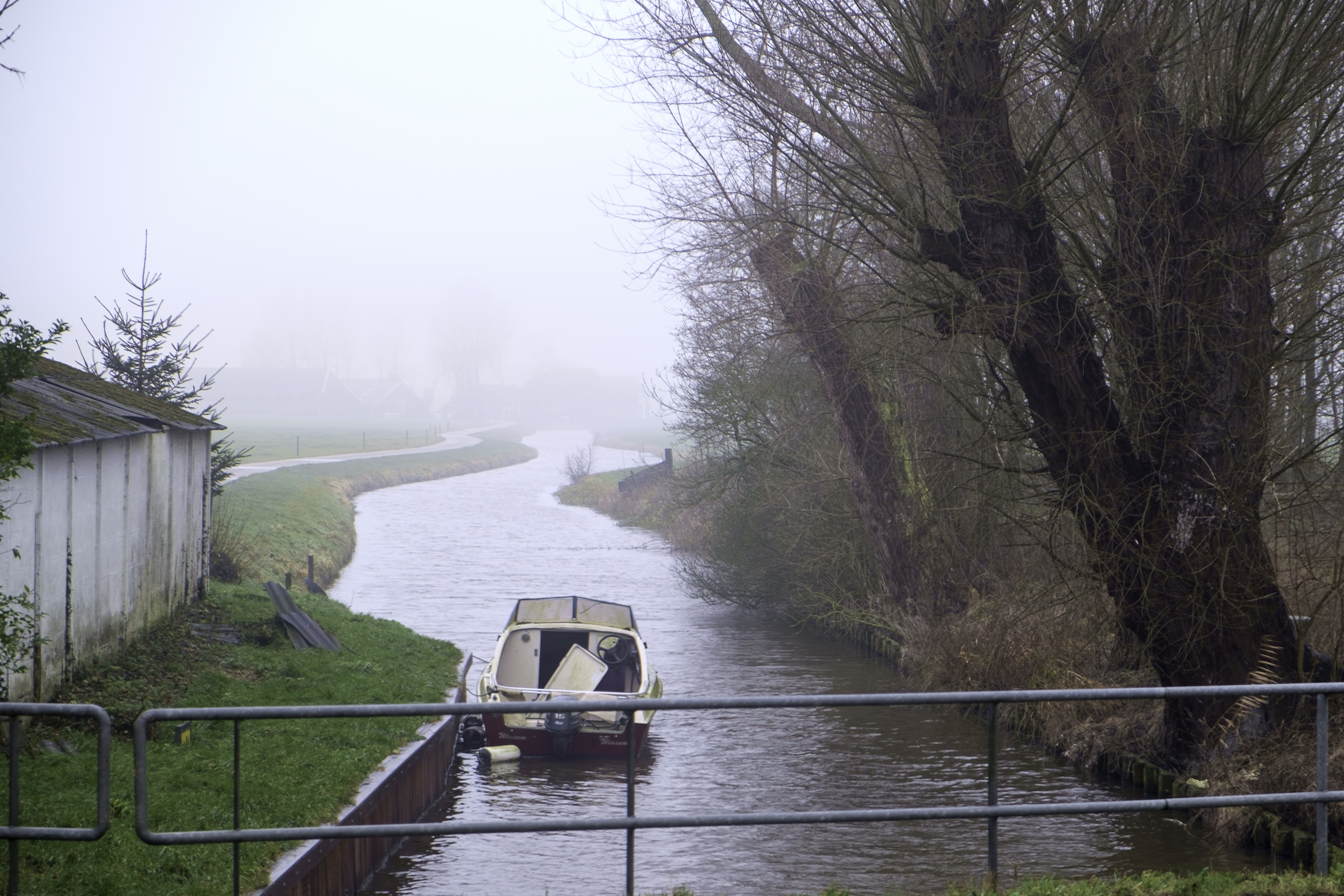
De Wetsingermaar naar het noorden gezien vanaf de Winsumerstraatweg in de richting van het Oude Diepje
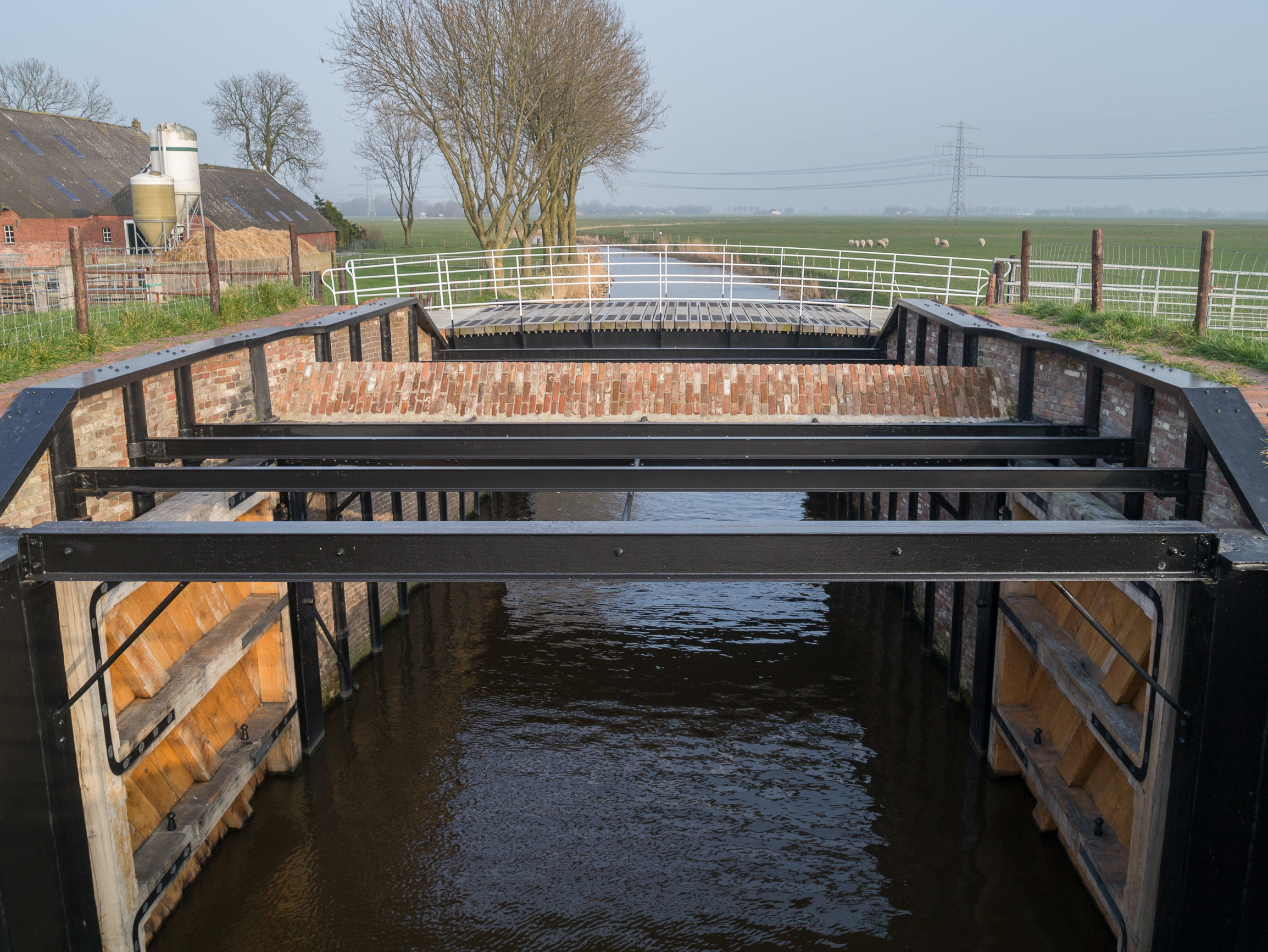
De gerestaureerde Wetsingerzijl gezien in de richting van de Wetsingermaar